# Terebovlja
Terebovlja (in ucraino Теребовля?) è una città dell'Ucraina (13 228 abitanti) situata nel distretto di Ternopil', nell'oblast' di Ternopil'. Ospita l'amministrazione della comunità territoriale di Terebovlja, una delle comunità territoriali dell'Ucraina.
Fino al 18 luglio 2020 Terebovlja era il centro amministrativo del distretto di Terebovlja, abolito come parte della riforma amministrativa dell'Ucraina, che ha ridotto a tre il numero dei distretti dell'oblast' di Ternopil'. L'area del distretto di Terebovlja è stata trasferita al distretto di Ternopil'.